# Sakarya Atatürkstadion
Het Sakarya Atatürk Stadion (Turks: Sakarya Atatürk Stadyumu) is de thuisbasis van de Turkse voetbalclub Sakaryaspor. Zoals vele (voetbal)stadions in Turkije, is ook dit stadion vernoemd naar de grondlegger van het moderne Turkije: Mustafa Kemal Atatürk. Het stadion werd vanaf 1965 in gebruik genomen door Sakaryaspor. Het Sakarya Atatürk Stadion heeft een capaciteit van 13.396 zitplaatsen en het stadion heeft daarnaast een atletiekbaan om het voetbalveld liggen.
Na de grote aardbeving van 1999 in Turkije, had het stadion een nieuwe grasmat nodig. Vanaf 2000 heeft het Sakarya Atatürk Stadion Nederlandse gras.